# بال‌دلتا

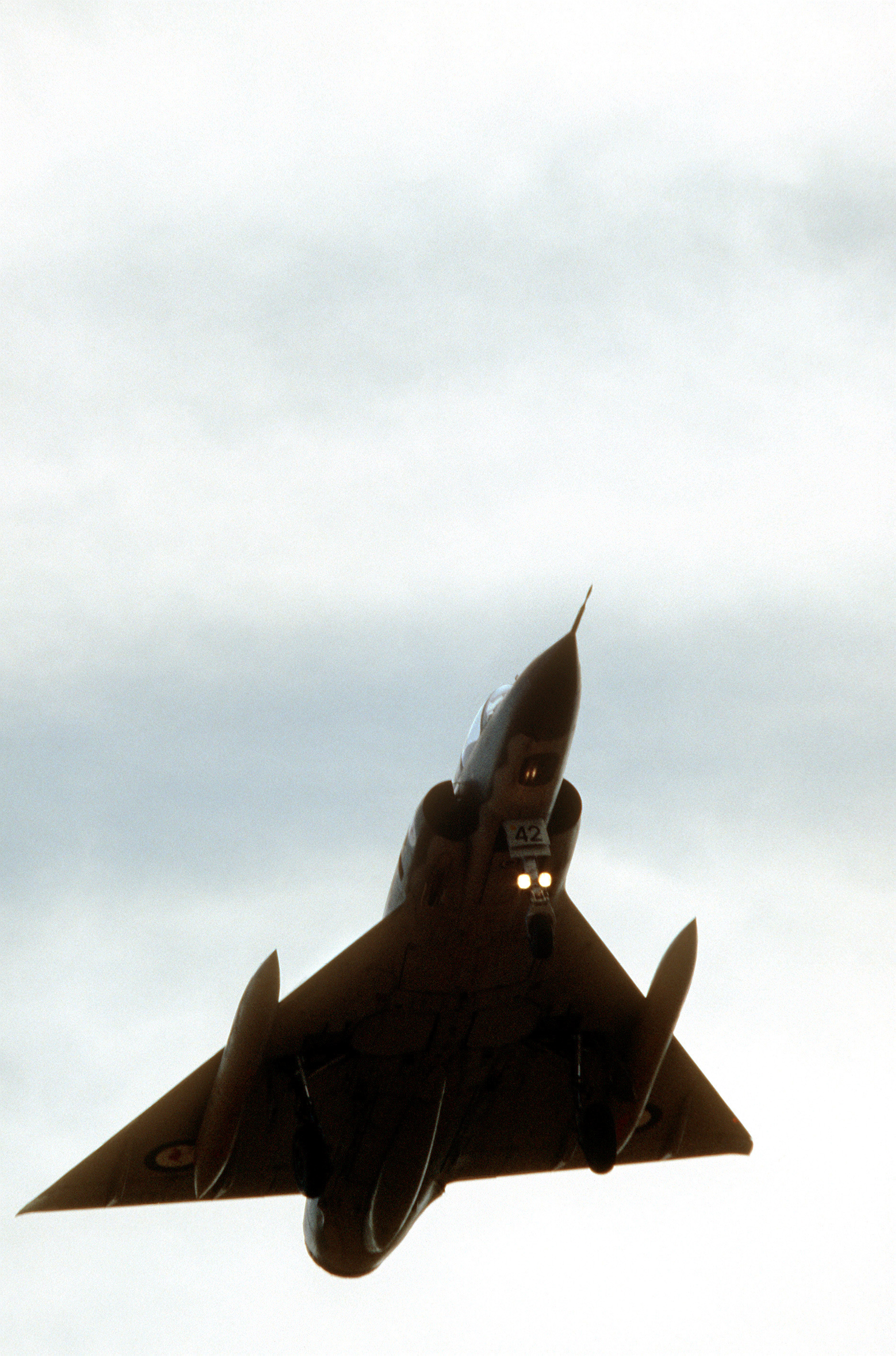
هواپیمای داسو میراژ ۳ با بال دلتا

بال‌دلتا (به انگلیسی: Delta wing)، به نوعی از بال هواگردها می‌گویند که به شکل مثلث یا حرف دلتا بزرگ (Δ) هستند.

## هواگردهای بال‌دلتا
برخی از هواگردهای معروفی که دارای بال دلتا شکل هستند:
- شاتل فضایی[۱]
- هواپیمای شناسایی لاکهید اس‌آر-۷۱ بلک‌برد

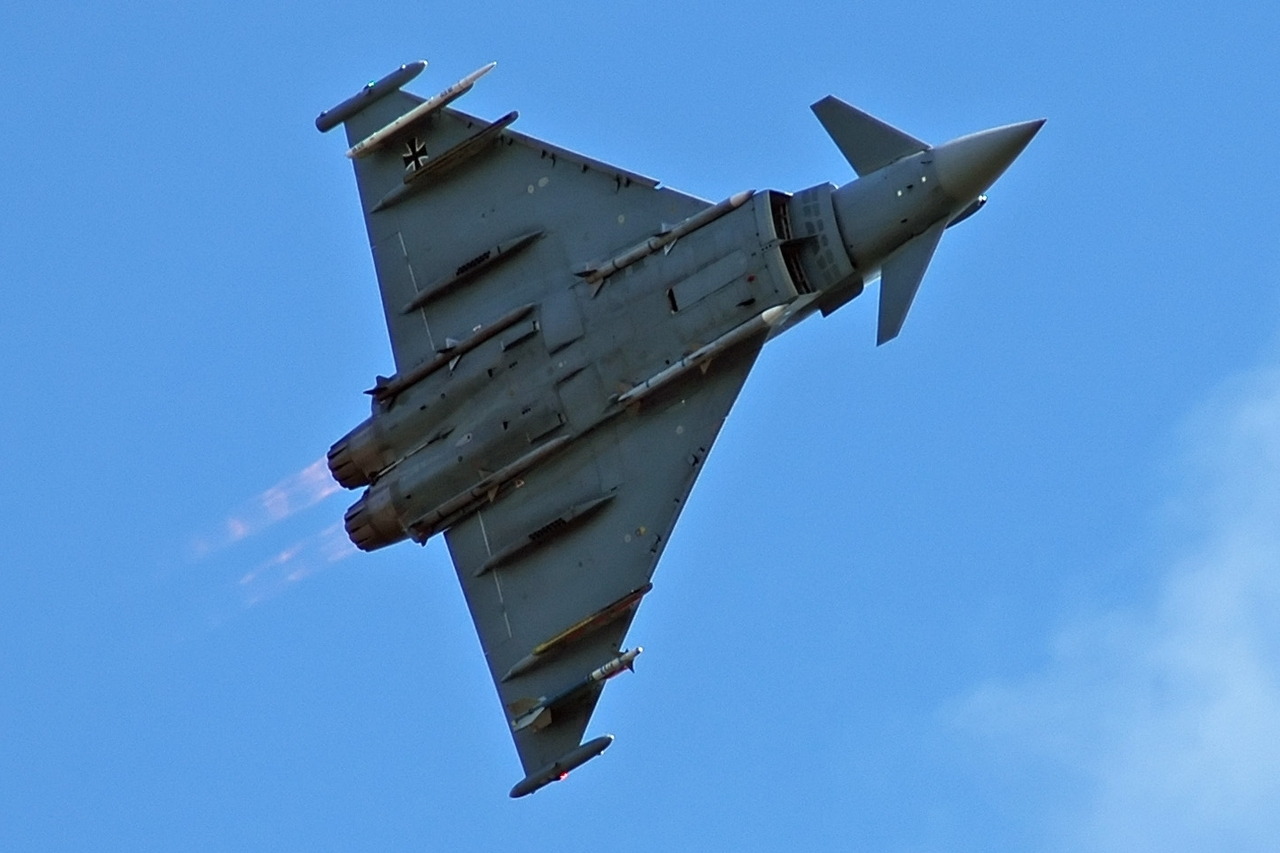
نمای پایین یوروفایتر تایفون، جنگنده‌ای که دارای بال‌دلتا است

- هواپیمای ترابری کنکورد
- هواپیمای ترابری توپولف-۱۴۴
- جنگنده یوروفایتر تایفون
- جنگنده داسو میراژ ۳
- جنگنده میگ ۲۱
- جنگنده کانویر اف-۱۰۶ دلتا دارت
- ساب ۳۵ دراکن
- ساب ۳۷ ویگن
- جنگنده ساب ۳۹ گریپن
- جنگنده داسو رافال